# Хаф, Ларри
Лоренс Алан Хаф (англ. Lawrence Alan Hough; род. 4 апреля 1944, Джейнсвилл, Висконсин) — американский гребец, выступавший за сборную США по академической гребле в конце 1960-х — начале 1970-х годов. Серебряный призёр летних Олимпийских игр в Мехико, чемпион Панамериканских игр, двукратный чемпион Европы, победитель и призёр многих регат национального значения.

## Биография
Ларри Хаф родился 4 апреля 1944 года в городе Джейнсвилл, штат Висконсин.
Занимался академической греблей во время учёбы в Стэнфордском университете, состоял в местной гребной команде, неоднократно принимал участие в различных студенческих регатах. Окончил университет в 1966 году. Позже проходил подготовку в клубе «Потомак» в Вашингтоне.
Первого серьёзного успеха на взрослом международном уровне добился в сезоне 1967 года, когда вошёл в основной состав американской национальной сборной и побывал на Панамериканских играх в Виннипеге, откуда привёз награду золотого достоинства, выигранную в зачёте распашных безрульных двоек. Также выступил на чемпионате Европы в Виши, где тоже одержал победу в той же дисциплине. Был лучшим на чемпионатах США и Северной Америки.
Благодаря череде удачных выступлений удостоился права защищать честь страны на летних Олимпийских играх 1968 года в Мехико. Вместе с напарником Тони Джонсоном в программе безрульных двоек пришёл к финишу вторым, уступив только экипажу из Восточной Германии, и тем самым завоевал серебряную олимпийскую медаль.
В 1969 году в безрульных двойках победил на европейском первенстве в Клагенфурте.
Находясь в числе лидеров гребной команды США, благополучно прошёл отбор на Олимпийские игры 1972 года в Мюнхене — на сей раз попасть в число призёров не смог, в паре с Диком Лайоном в безрульных двойках сумел квалифицироваться лишь в утешительный финал B и расположился в итоговом протоколе соревнований на девятой строке. Вскоре по окончании этой Олимпиады принял решение завершить спортивную карьеру.